# 库尔古勒
库尔古勒（法語：Courgoul，法語發音：[kuʁɡul]）是法国多姆山省的一个市镇，属于伊苏瓦尔区。

## 地理
库尔古勒（45°30'50"N, 3°2'19"E）面积8.44 平方千米，位于法国奥弗涅-罗讷-阿尔卑斯大区多姆山省，该省份为法国中南部省份，北起阿列省接壤，东临卢瓦尔省，南至上盧瓦爾省和康塔爾省，西接科雷兹省和克勒兹省。
与库尔古勒接壤的市镇（或旧市镇、城区）包括：沙萨涅、圣迪耶里、圣弗洛雷、索里耶、瓦尔伯莱。

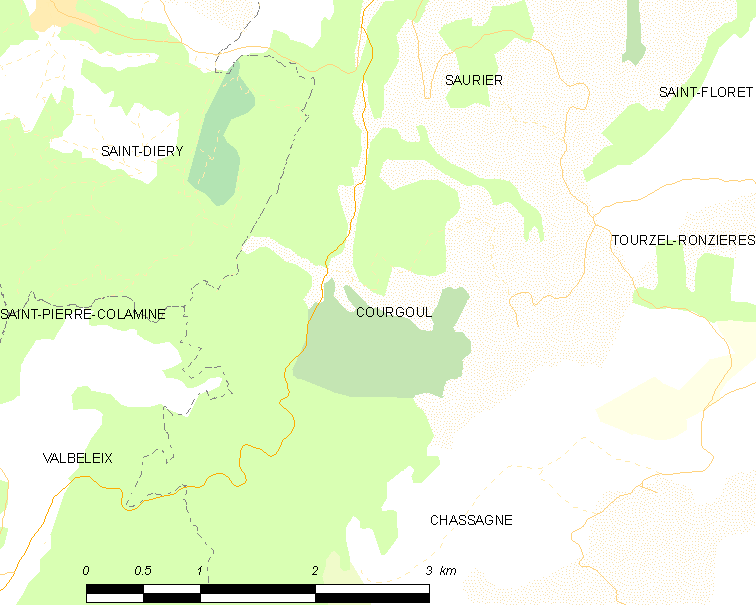
库尔古勒的OSM定位图

库尔古勒的时区为UTC+01:00、UTC+02:00（夏令时）。

## 行政
库尔古勒的邮政编码为63320，INSEE市镇编码为63122。

## 政治
库尔古勒所属的省级选区为勒桑西县。

## 人口

1962-2008年间库尔古勒人口变化图示

库尔古勒于2022年1月1日时的人口数量为61人。